# Abdoh Otayf
Abdoh Ibrahim Otayf (arabisch عبده عطيف, DMG ʿAbduh ʿUṭaif; * 2. April 1984 in Riad) ist ein ehemaliger saudi-arabischer Fußballspieler.

## Karriere

### Verein
Er begann seine Karriere in der Jugend von al-Shabab und stieg zur Saison 2002/03 von der U23 in die erste Mannschaft auf. Nach der Spielzeit 2010/11 wechselte er für eine Saison zu al-Ittihad und verbrachte zwei Spielzeiten bei al-Nasr. In der Spielzeit 2014/15 lief er erneut für al-Shabab auf und beendete danach seine Karriere.

### Nationalmannschaft
Seinen ersten Einsatz für die saudi-arabische Nationalmannschaft hatte er am 1. September 2004 bei einem 1:1-Freundschaftsspiel gegen Kuwait. In der Startelf stehend, wurde zur zweiten Halbzeit für Saud Kariri ausgewechselt. Beim Golfpokal 2004 bekam er zwei Einsätze. Nach weiteren Freundschaftsspielen kamen beim Golfpokal 2007 und der Asienmeisterschaft 2007 Spiele dazu, auch beim Golfpokal 2009 hatte er Einsätze. Sein letztes Turnier war die Asienmeisterschaft 2011, wo er in jedem Gruppenspiel zum Einsatz kam.

## Privates
Seine Brüder Sager, Ahmed, Ali und Abdullah sind ebenfalls Fußballspieler und trugen teilweise mehrfach das Trikot der Nationalmannschaft.